# Математика в России
1. перенаправление История математики в России